# Васаби
Васа́би (яп. 山葵 или ワサビ, от яп. 和佐比, [wásàbì]), или Эвтре́ма япо́нская (лат. Eutrēma japōnicum), — вид многолетних травянистых растений рода Эвтрема (Eutrema) семейства Капустные (Brassicaceae). Растение известно как «японский хрен», но в действительности хреном не является, хотя и родственно ему (оба рода принадлежат к одному семейству). Приправа, изготавливаемая из его корневища, также называется «васаби» и широко используется в японской кухне. Поскольку васаби трудно выращивать, этот дорогой продукт за пределами Японии типично заменяется смесью обыкновенного хрена (который японцы иногда называют «западным васаби»), горчицы и зелёного пищевого красителя.

## Этимология
В большинстве мировых языков для обозначения васаби используется слово, созвучное японскому, либо словосочетание, которое переводится, как «японский хрен»: англ. Japanese horseradish, дат. Japansk Peberrod, нем. Japanischer Merretich, пол. Chrzan japoński, рум. Ridiche japoneză, фин. Japaninpiparjuuri, фр. Raifort japonais. В некоторых языках васаби известен как «зелёная горчица» — кит. 青芥辣, пиньинь qīng jiè là, палл. цинцзела; англ. green mustard.

## Ботаническое описание
Многолетнее корневищное травянистое растение с простым облиственным стеблем, ползучим или приподнимающимся, который, однако, достигает высоты 45 см.
Листья округлые или сердцевидные, с длинным черешком и городчатым краем, в нижней части стебля более крупные; верхушечные листья часто разделены на доли.
Цветки мелкие, белые, с прицветниками, собраны в верхушечную кисть. Лепестки яйцевидной формы, с вытянутым ноготком. Цветение в апреле — мае.
Плод — стручок с восемью семенами.

## Культивирование
Васаби растёт вдоль русел горных рек. Начало культивации неизвестно, но древнейший медицинский справочник Хондзовамё в 918 году упоминал, что растение известно уже более тысячи лет. Существуют две агротехники: растить в холодной горной воде в полупритопленном состоянии (хон-васаби) и на огороде. Второй сорт считается менее качественным, выросший на берегу васаби отличается более ярким вкусом.
Кроме Японии, васаби культивируют на Тайване, в США, в Китае, в Корее и в Новой Зеландии.

## Значение
По утверждению журнала Men’s Health, японские учёные выяснили, что благодаря особым веществам — изотиоцианатам — васаби препятствует разрушению зубов. Исследования показали, что эти вещества подавляют рост Streptococcus mutans — бактерий, вызывающих кариес. Издание также отмечало способность васаби препятствовать образованию тромбов и играть роль антиастматического компонента.

## Использование
Растение использовалось в медицинских целях по крайней мере с X века.
Употребление васаби в пищу в виде натёртого корня началось в 1396 году в районе Сидзуока. Жители Сидзуоки принесли васаби в дар будущему сёгуну. По преданию, ему приправа понравилась, и он стал распространять васаби в других регионах Японии. Высушенный и измельчённый корень обладает очень сильным запахом. Его острота больше похожа на остроту горчицы, чем острого перца, и стимулирует больше носовые проходы, чем язык.
Такой «настоящий васаби» (называемый также хон-васаби, что в переводе и означает «настоящий васаби»), можно найти только в Японии, но и там он произрастает в особых условиях: в проточной воде и при температуре 10—17 °C. Именно поэтому он настолько дорог и столь ценится. Для приготовления используются трёх- и четырёхлетние корни.
Без приправы «васаби» обходится мало какое блюдо японской кухни. Чаще всего васаби смешивают с соевым соусом или же, как в случае с суши, делают тонкую полоску на рисе.
Стебли и цветы васаби тоже используют в японской кухне. В частности, из них готовят тэмпуру.
Корневище настоящего васаби стоит более 200 евро за 1 кг. Из-за дороговизны васаби в подавляющем большинстве ресторанов за пределами Японии используют имитацию васаби на основе хрена, специй и пищевых красителей. Имитация васаби производится в виде порошка или готовой к употреблению пасты в тюбиках. Имитация васаби содержит, как правило, красители тартразин (E102), E133, порошок горчицы. В пастах, имитирующих васаби, его либо совсем нет, либо его доля ниже 2 %.
В 2008 году группой японских учёных была предложена концепция беззвучной пожарной сигнализации, основанная на использовании васаби.
По их мнению, резкий запах растения может пробудить спящего человека или стать сигналом об опасности для глухих людей.
В 2011 году за эту разработку исследователи получили Шнобелевскую премию в области химии.

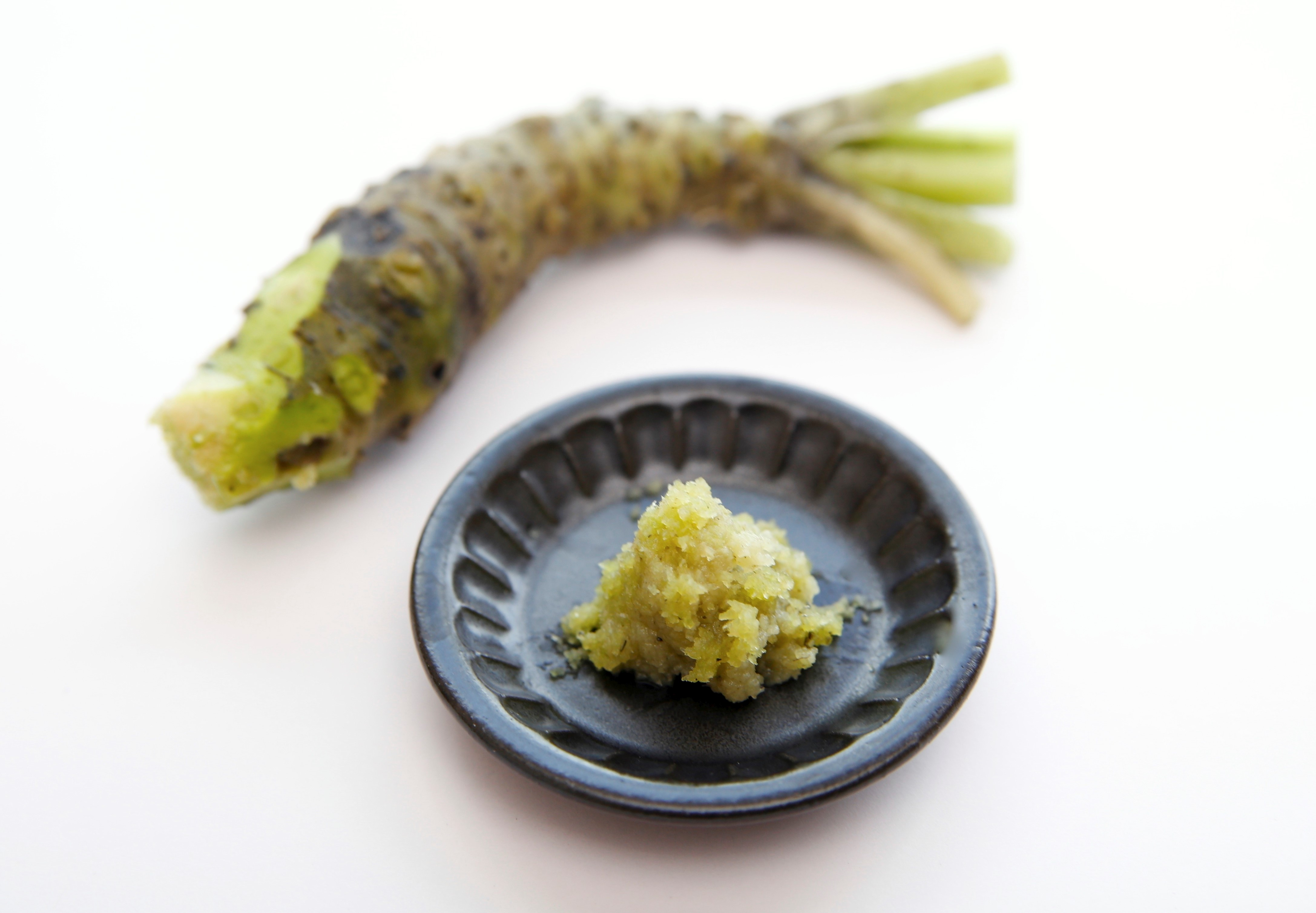
Натёртый корень васаби
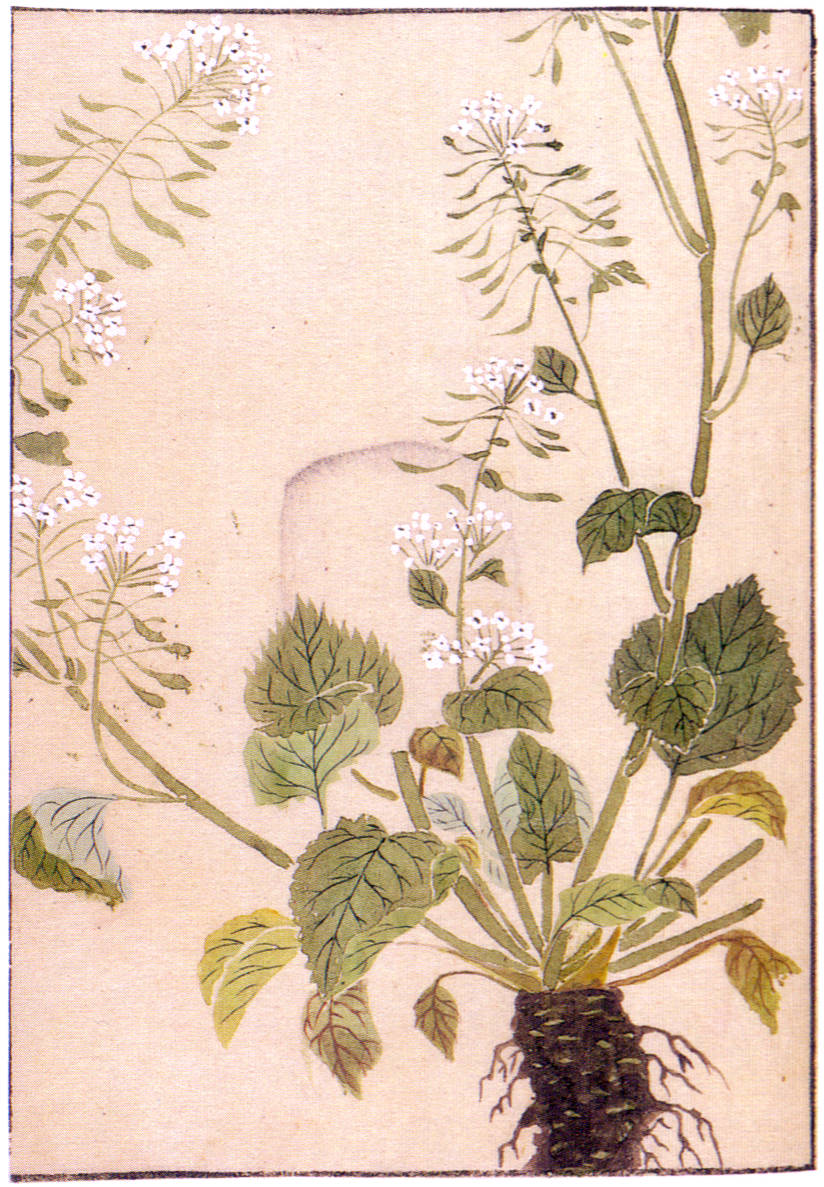
Рисунок Ивасаки Канэн (1828)
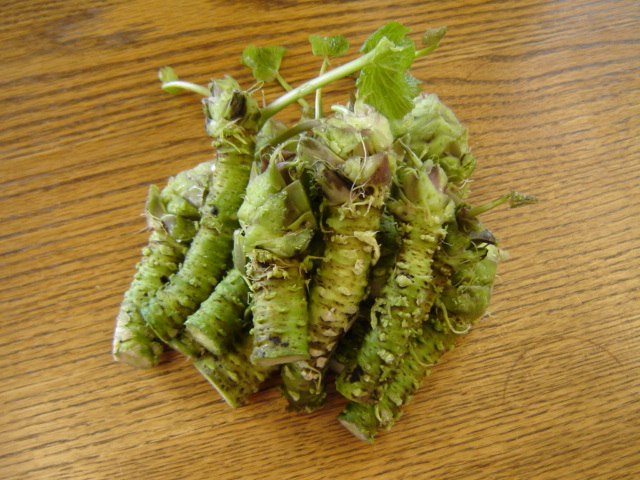
Корень васаби